# Лаварден, Мануэль Хосе де
Мануэль Хосе де Лаварден (исп. Manuel José de Lavardén; 1754, Буэнос-Айрес — 1809, Колония-дель-Сакраменто) — аргентинский драматург, поэт, литературный критик, педагог.

## Биография
Сын адвокат. Образование получил в Буэнос-Айресе и в Университете Чукисака, где познакомился с культурой неоклассицизма. Затем, отправился в Испанию, где изучал право, совершенствовался в Гранаде, Толедо и Мадриде.
Из-за смерти отца в 1777 году вернувшись в Буэнос-Айрес, продолжил литературную и философскую подготовку в Университете Сан-Карлоса, где позже читал лекции по философии.
Принадлежал к группе поэтов, входивших в «Литературное патриотическое общество», объединившихся вокруг вице-короля Рио-де-ла-Платы Хуана Хосе де Вертис-и-Сальседо. Членами общества были сторонники идей Просвещения, целью которых было изучение науки и культуры и их распространение.
Во время британского вторжения в вице-королевство Рио-де-ла-Плата в 1806—1807 годах участвовал в сопротивлении противнику, после чего удалился на свое ранчо в Колония-дель-Сакраменто, посвятив себя сельскохозяйственной деятельности, где и умер в 1809 году.

## Творчество
Мануэль Хосе де Лаварден — автор первой национальной драмы «Сирипо» (Siripo , 1789, театр «Ранчерия») о борьбе индейского вождя Сирипо против испанских завоевателей и о его любви к своей пленнице, дочери испанского колонизатора. Эта пьеса, проникнутая духом борьбы против завоевателей, ставилась в театрах Буэнос-Айреса и Монтевидео и способствовала утверждению национальной драматургии. Ему принадлежат также драмы: «Арауканцы», «Смерть Филиппа Македонского», «Потеря Иерусалима» и др.
Писал стихи.
Благодаря своим трудам считается предтечей майской революции.

## Избранные произведения
- Sátira Literaria, (поэзия, 1786);
- Siripo, (трагедия, 1789);
- La muerte de Filipo de Macedonia y la pérdida de Jerusalén por Tancredo, (1789);
- Oda al majestuoso río Paraná, (поэзия, 1801);
- Nuevo aspecto del comercio del Río de la Plata, (1801);
- Disertación para leer entre amigos, (1801).